# SAB (entreprise)
Pour les articles homonymes, voir SAB.
SAB, ou SAB Ingénierie Informatique (SAB2I), est une entreprise informatique française spécialisée dans les applications bancaires. Basée à Fontenay-sous-Bois, elle a été fondée en 1989.
Son principal produit est un progiciel de gestion intégré pour les banques et les établissements de crédit.
En avril 2019, le rachat de la solution par Sopra Banking Software (SBS), filiale de Sopra Steria, est annoncée. La prise de gouvernance est réalisée les mois suivants.